# Francisco Acquarone
Francisco Acquarone (Rio de Janeiro, 1898 - idem 06 de março de 1954) foi um pintor, jornalista, historiador e ilustrador de histórias em quadrinhos brasileiro. É pai da também ilustradora Lêda Acquarone.

## Biografia
Formado na Escola Nacional de Belas Artes, foi aluno de Baptista da Costa, Modesto Brocos, Rodolfo Chambelland e Rodolfo Amoedo, em 1918, passa a trabalhar na revista Dom Quixote, logo em seguida, atuou em outro periódicos fluminenses como A Noite, O Jornal, O Globo e Dom Casmurro. Entre 1926 e 1941, participou dos chamados Salões de Belas Artes, onde expôs obras de paisagens, retratos e pinturas históricas.
Entre 1937 e 1938, atuou como ilustrador de histórias em quadrinhos, atuou no O Globo Juvenil, onde produziu quadrinizações dos romances Os primeiros homens na Lua de H.G. Wells e As Minas de Prata de José de Alencar, para o jornal Correio Universal, adaptou o conto das As Mil e Uma Noites, Aladim e O Guarani, outro romance de José de Alencar, além de criar João Tymbira Em Redor do Brasil, notadamente influenciado pelas tiras de aventura norte-americanas, ambas as histórias foram publicadas em álbuns da chamada Edição Extraordinária do Correio Universal.
Também contribuiu para o estudo da história da arte brasileira com os livros História da Arte no Brasil (1939), Mestres da Pintura no Brasil e Primores da Pintura no Brasil (1942).